# Marcel Moens
Marcel Moens (* 1. Februar 1892; † unbekannt) war ein belgischer Eisschnellläufer.
Moens wurde im Jahr 1923 Zweiter bei der belgischen Meisterschaft im Mehrkampf und lief bei den Olympischen Winterspielen 1924 in Chamonix auf den 26. Platz über 500 m und jeweils auf den 21. Rang über 5000 m und 1500 m.

## Persönliche Bestleistungen
| Disziplin | Zeit        | Datum             | Ort                |
| --------- | ----------- | ----------------- | ------------------ |
| 500 m     | 57,8 s      | 21. Januar 1921   | Chamonix           |
| 1500 m    | 3:03,6 min  | 26. Januar 1922   | Chamonix           |
| 5000 m    | 10:58,6 min | 31. Dezember 1922 | Bagnères-de-Luchon |